# 蝶々雲
『蝶々雲』（ちょうちょうぐも）は、芦原妃名子による日本の漫画作品。
本項では、単行本 (ISBN 978-4-09-130729-3) に所収されている「中学生シリーズ」についても記述する。

## 蝶々雲
『Betsucomi』2002年9月号 掲載
「砂時計」の基となった作品（『蝶々雲』p.165）
兵庫県N島、過疎化の進むこの島でずっと仲良く育ってきた、清、完太、ゴマの3人。そこへ、かつて島の住人だった女が娘を連れて出戻ってくる。色白で可愛い都会育ちの六花（りっか）は、島の雰囲気に馴染めず周囲から浮いてしまうが、いつしか清たち3人と行動を共にするようになっていた。それと同時に、完太の関心も六花に移り、嫉妬した清は六花に意地悪をしてしまう。清の行為の後、六花の一家は人知れず島を去り、連絡も途絶えた。だが、高校3年になったある日、六花が清の前に現れる。

## 中学1ねんせい -恋未満-
『デラックスBetsucomi』2002年2月5日号 掲載
別のクラスの藤本くんに恋する可菜は、「好きな人の持ち物を手に入れると両想いになれる」というジンクスを信じて、藤本くんのシャープペンの芯を1本失敬し、毎日愛おしそうに眺める日々を送っていた。
その後、可菜が自分のことを好きらしいと噂で聞いた藤本が可菜に話しかけ、2人は付き合い始めるが、藤本は可菜が思っていたのとは大分違っていて……。

## 中学2ねんせい -男嫌い-
『デラックスBetsucomi』2002年4月5日号 掲載
胸とお尻が大きいせいで電車で痴漢に悩んでいた三月（みつき）。ある日、耐えかねて犯人の手を掴んだつもりが、間違えて同じクラスの男子・鳥井の手を掴んでしまう。
汚名返上のために、鳥井は真犯人探しを宣言する。放課後、部活の片付けを手伝ってくれた三月の仕草に思わずムラっとしてしまった鳥井は、勢いも手伝って三月にキスしてしまい、あらぬ噂が学校中に広まってしまう。

## 中学3ねんせい -サクラチル。-
『Betsucomi』2003年2月号 掲載
新任の数学教師としてやって来たのは、初恋の相手だった。
8年前、バスケの全国大会に出ていた菅野に奈江は恋をする。だが、バスケをやめ、昔とは打って変わって輝きを失った菅野を奈江は罵るが、事情を知ってからは再び菅野を慕い始める。
ある日菅野は、将来は医師か弁護士になりたいと勉強に励む奈江の腕に、殴ったような痣をいくつも見つけ、奈江が義父から暴力を振るわれていることを知ってしまう。